# Бон-Сусесу (Парана)
Бон-Сусесу (порт. Bom Sucesso) — муниципалитет в Бразилии, входит в штат Парана. Составная часть мезорегиона Северо-центральная часть штата Парана. Входит в экономико-статистический  микрорегион Апукарана. Население составляет 6395 человек на 2007 год. Занимает площадь 321,901 км². Плотность населения — 17,0 чел./км².

## История
Город основан 26 ноября 1955 года. 

## Статистика
- Валовой внутренний продукт на 2003 год составляет 47 087 797,00 реалов (данные: Бразильский институт географии и статистики).
- Валовой внутренний продукт на душу населения на 2003 год составляет 8124,19 реалов (данные: Бразильский институт географии и статистики).
- Индекс развития человеческого потенциала на 2000 год составляет 0,735 (данные: Программа развития ООН).

## География
Климат местности: субтропический.